# 鎌田純子
鎌田 純子（かまたじゅんこ、1979年10月4日- ）は、日本のシンガーソングライターである。兵庫県尼崎市出身。

## 人物
- 2008年夏に上京
- 血液型AB型
- 身長156cm
- 趣味は絵を描くこと
- 特技は自転車の修理(チェーンはめのみ)と梱包
- 好きな食べ物はご飯、ご飯に合うおかず、寿司

## 略歴
- 2002年
  - 大阪の音楽専門学校「キャットミュージックカレッジ専門学校」ボーカル科卒業後、活動をスタート。
- 2003年
  - 大阪弁天町ORC200 第7回ヴォーカルクィーンコンテスト(レディース部門)グランプリ獲得。
- 2005年
  - PS2用ゲームソフト「ポンコツ浪漫大活劇バンピートロット」で、「Impossible」「I Cry」「Just Shout It Out」の3曲を楽曲提供＆コーラス参加。
  - 12月、自身初のワンマンLIVEを行う。
- 2006年
  - 梅田HEP HALLにて、舞台「lovers〜ふたりだけのロミオとジュリエット〜」ボーカル出演。
- 2007年
  - 年5回のワンマンLIVE「マワルセカイ」を開催。
- 2008年
  - 1stマキシシングル「new world」をリリース。
  - 和歌山南紀白浜アドベンチャーワールドのイメージソング「Thank you all 〜みんなありがとう〜」にボーカル参加。
  - 6月、活動拠点を関東に移す。
- 2009年
  - 2ndマキシシングル「幸せの意味」をリリース。
  - PSP用ゲームソフト「なりそこない英雄譚〜太陽と月の物語〜」の主題歌を担当。
  - 7月、関東初ワンマンLIVEを行う。
  - 8月、アドベンチャーワールドにて「2009 Summer Night Marine Live Finale」に出演。
- 2010年
  - 1stアルバム「休みがとれたら」をリリース。
  - 年間120本のライブを行う。
- 2011年
  - 3rdマキシシングル「それを愛という」をリリース。
  - 自主企画イベント「うつせみの宴。」をスタート。
  - 年間145本のライブを行う。
- 2012年
  - アコースティックCD「いつもと同じ。」をリリース。
  - 4thシングル「ただ声になって ／ キレイゴト」をリリース。
  - 音楽ゲームアプリ「Cytus」で鎌田純子楽曲「new world」がゲーム使用曲に。
  - 年間161本のライブを行う。
- 2013年
  - 2ndアルバム「ちいさなせかい」をリリース。
  - 音楽ゲームアプリ「Cytus」で鎌田純子楽曲「眠れぬ夜はジャスミン茶を」（ゲーム内でのタイトルは「Sleepless Jasmine」）がゲーム使用曲に。
  - 自主企画イベント「銭形平日LIVE」をスタート。
  - 年間168本のライブを行う。
- 2014年
  - ミニアルバム「渦」をリリース。
  - 年間154本のライブを行う。
- 2015年
  - 音楽ゲームアプリ「Deemo」で鎌田純子楽曲「new world」「キレイゴト」「クリームシチュー」「言えなくなる」「image」の5曲がゲーム使用曲に。
  - 年間166本のライブを行う。
- 2016年
  - 5thシングル「ツキハズム」をリリース。
  - 3rdアルバム「magure」をリリース。
  - 陸前高田市マスコットキャラクター「たかたのゆめちゃん」公式イメージソング「Everybody☆夢みてる！」を制作。
  - 現在、関東を中心に日本各地へ、年間150本を超えるライブ活動を展開中。

## ディスコグラフィー

### シングル
- 1stマキシシングル『new world』（2008年3月21日発売）FRE-0013

1. image

2. new world

3. music life

4. カイト -2008ver.-

- 2ndマキシシングル『幸せの意味』（2009年4月15日発売）FRE-0014

1. 幸せの意味

2. 眠れぬ夜はジャスミン茶を

3. イエロー・イエロー

4. 夜明け前

- 3rdマキシシングル『それを愛という』（2011年2月2日発売）FRE-0017

1. それを愛という

2. グッバイ

3. ビリーバー

- 限定4thシングル『ただ声になって ／ キレイゴト』（2012年10月4日発売）

1. ただ声になって

2. キレイゴト

- 限定5thシングル『ツキハズム』（2016年1月23日発売）

1. ツキハズム

2. 100万ドルの星屑

3. ラッシー

### アルバム
- 1stアルバム『休みがとれたら』（2010年9月29日発売）FRE-0015

1. 点と線

2. 恋は幻のように

3. 雨の日と嘘つき

4. コークスクリュー9

5. 金魚

6. windy day (Album Version)

7. Travelling

8. 休みがとれたら

- アコースティックCD『いつもと同じ。』（2012年3月21日発売）

1. うつせみの宴。のテーマ

2. 仕方ない

3. クリームシチュー

4. 追憶の中で

5. 週末のこと

6. 言えなくなる

7. マワルセカイ

- 2ndアルバム『ちいさなせかい』（2013年12月3日発売）

1. うつらうつら

2. 左手

3. 余りあるもの

4. ナイトヘヴン

5. パラドックス

6. 伝言

7. この雨にかくれて

8. キレイゴト

9. ただ声になって

10. ちいさなせかい

- ミニアルバム『渦』（2014年12月28日発売）

1. 悲しみが果て

2. 尽生なゲーム

3. かわる日

4. platonic electro

5. ココロノオト

- 3rdアルバム『magure』（2016年8月3日発売）

1. まぐれ

2. Hello

3. 傷跡

4. ツキハズム

5. 愛の歌

6. 雨のこもりうた

7. 朝がくるまで

- 4thアルバム『重ねる』（2017年10月4日発売）

1. 重ねる

2. シークレットダンス

3. 100万ドルの星屑

4. image (Completed Version)

5. lonly only

6. まじゃれん

7. ラッシー

8. new world (Completed Version)